# Złocieniec
Złocieniec (en allemand : Falkenburg) est une ville de la voïvodie de Poméranie occidentale, dans le nord-ouest de la Pologne. Elle est le siège de la gmina de Złocieniec, dans le powiat de Drawsko.

## Histoire
De 1816 à 1945, Falkenburg fait partie de l'arrondissement de Dramburg dans le district de Köslin au sein de la province de Poméranie.